# Canton du Carbet
Le canton du Carbet est une ancienne division administrative française située dans le département et la région de la Martinique.

## Histoire
En 1985, le canton du Morne-Vert est intégré à celui du Carbet.
Par décret du 9 mai 1995, le canton du Carbet dépendant précédemment de l'arrondissement de Fort-de-France a été rattaché à l'arrondissement de Saint-Pierre.
À la suite des élections territoriales de décembre 2015 concernant la collectivité territoriale unique de Martinique, le conseil régional et le conseil général sont remplacés par l'assemblée de Martinique. De fait, les cantons disparaissent.

## Géographie
Ce canton était organisé autour de la commune du Carbet dans l'arrondissement de Saint-Pierre.

## Administration
| Période | Période       | Identité            | Étiquette   | Qualité                                              |
| ------- | ------------- | ------------------- | ----------- | ---------------------------------------------------- |
| 1949    | 1964          | Tertulien Robinel   | SFIO        | Instituteur Président du Conseil général (1957-1964) |
| 1964    | 2001          | Jean Bailly         | RI puis UDF | Dirigeant de distillerie Maire du Carbet (1967-1974) |
| 2001    | 2008          | Gaspard Ledru       | DVD         | Vice-président du Conseil général                    |
| 2008    | décembre 2015 | Jean-Claude Écanvil | PPM         | Cadre EDF retraité Maire du Carbet depuis 2008       |

### Conseillers généraux de l'ancien canton du Morne-Vert
| Période | Période | Identité       | Étiquette    | Qualité                         |
| ------- | ------- | -------------- | ------------ | ------------------------------- |
| 1955    | 1979    | Louis Morin    | UNR puis UDR | Maire du Morne-Vert (1951-1977) |
| 1979    | 1985    | Marcel Maurice | DVD          | Maire du Morne-Vert (1989-2013) |

## Composition
Le canton du Carbet groupait deux communes :
- Le Carbet,
- Le Morne-Vert,

et comptait 5 617 habitants (population municipale) au 1er janvier 2012,.

## Démographie
| 1961 | 1967  | 1974  | 1982  | 1990  | 1999  | 2006  | 2009  | 2012  |
| ---- | ----- | ----- | ----- | ----- | ----- | ----- | ----- | ----- |
| -    | 5 074 | 4 820 | 4 462 | 4 847 | 5 254 | 5 545 | 5 641 | 5 617 |